# Edosa malthacopis
Edosa malthacopis är en fjärilsart som beskrevs av Edward Meyrick 1936. Edosa malthacopis ingår i släktet Edosa och familjen äkta malar. Inga underarter finns listade i Catalogue of Life.